# 班恩 (DC漫畫)
班恩（英語：Bane）是一位出現在DC漫畫中的超級反派，蝙蝠俠的強敵之一。首次登場於蝙蝠俠的外傳漫畫《蝙蝠俠：班恩的復仇》（Batman: Vengeance of Bane）#1 （1993年1月），為Chuck Dixon、Doug Moench和Graham Nolan所創作。
由羅伯特·史文森在1997年電影《蝙蝠俠與羅賓》中飾演班恩，而在2012年電影《黑暗騎士：黎明昇起》則由湯姆·哈迪飾演此角色。

## 经历
班恩出生於虛構南美國家「聖普雷斯卡加勒比共和國」（Caribbean Republic of Santa Prisca）的「硬石監獄」（Peña Dura，英譯：Hard Rock），班恩的父親艾德蒙·杜蘭斯（Edmund Dorrance）是聖普雷斯卡加勒比共和國的一名革命家並逃離聖普雷斯卡加勒比的司法迫害，然而腐敗的政府卻裁決班恩要替他父親服刑，因此班恩的童年及早期的成年時期都是在監獄裡度過。
雖然在獄中，但班恩天生的才能還是讓他在監獄裡習得了一身的本領，班恩閱讀每一本他能夠弄得到手的書，在監獄裡的健身房鍛鍊自己的身體，並在監獄裡磨練出了堅韌的意志。
班恩在監獄裡拜各式各樣的人為師，從最強悍的罪犯到年老的耶穌會神父，在神父的教導之下班恩學習了古典教育。不過，在多年後回到聖普雷斯卡加勒比的班恩依然殺了神父。
班恩第一次殺人是在八歲，原因是那位罪犯想利用他來得到監獄的資訊。
在監獄的日子裡，班恩擁有一隻泰迪熊，他取名為Osito（西班牙文，意為小熊），班恩把它視為在監獄裡唯一的朋友，熊背後有一個洞可用來藏放一把他用來對付任何欺負他的人的小刀。
最後班恩成為了硬石監獄的最強領導者，因此被監獄長盯上，被當作泰坦藥劑（Titan Venom）的實驗品，之前的受試者都已因無法負擔而死亡，此藥劑的調劑者「楊博士（Doctor Young）」被班恩稱作「巫婆（Bruja）」，雖然實驗過程中的班恩臨近死亡邊緣，但最終班恩還是憑藉高強的身體素質存活了下來，這個實驗增強了他的力量，身高／體重分別增加到約7呎6吋／500磅，副作用是會輕微的影響小腦記憶體，並且每12小時需攝入毒液一次，否則造成全身虛弱甚至死亡。
隨後楊博士為了降低泰坦毒素對人體的影響，抽乾了班恩的血液做研究用途，使班恩半死不活整整兩年，在一次陰錯陽差之際，班恩獲得了少量已稀釋的泰坦配方，讓他得以在逃獄後殘忍殺死楊博士；由於在盛怒之下為自己注射過多的泰坦藥劑，喪失了部分記憶（如蝙蝠俠的真實身份），但班恩的攻擊性與智力不減反增，成為了一名優秀的僱傭兵，在世界各地執行殺戮任務，此時的他已經永遠無法過上正常的生活。

## 能力
班恩擁有天才級的智商；在《惡魔班恩》裡，拉斯·奥·古也說他「擁有據他所知最聰明的頭腦」。在監獄裡，他學會各種相當於各個領域的權威專家的科學知識；並精通六種還有被人使用的語言和至少兩種已絕跡的語言，包括西班牙語、英語、拉丁語、波斯語、烏爾都語和Argh語。在《惡魔班恩》裡描述他擁有瞬間記憶，並且在一年之內就推斷出了蝙蝠俠的真實身分。
班恩狡猾且富有謀略，在監獄裡，他發展出自己一套的格鬥技巧、體操和冥想方法，並使用某種蛇或蜘蛛的毒液增強了自己的身體質素，得到了超乎常人的力量和痊癒速度；雖然在1995年的《班恩的復仇II》中，他發誓不再使用此種毒液，但是在後來的畫作還是有畫他那套聯結到他後腦的設備，作家蓋爾·西蒙在《神秘六人組》裡借死亡射手之口解釋班恩只是保持他的舊習慣而已。

## 其他媒體

### 電視劇
- 《蝙蝠俠：動畫系列》：配音員為亨利·席爾瓦。
- 《蝙蝠俠新冒險》：配音員同為亨利·席爾瓦。
- 《超人：動畫系列》：配音員同為亨利·席爾瓦。
- 《未來蝙蝠俠》：客串登場，且沒有對話[1]。
- 《蝙蝠俠》：在「Traction」一集中的配音員為若阿金·德阿爾梅達，「Team Penguin」中為朗·柏曼負責，而在「The Batman/Superman Story（上集）」一集則為克蘭西·布朗配音[2][3]。
- 《蝙蝠俠智勇悍將》：配音員為邁克爾·多恩。
- 《少年正義聯盟》：配音員為丹尼·特喬。
- 《南方公園》：惡搞，於「Insecurity」一集中，片中劫車人的面罩為班恩在《黑暗騎士：黎明昇起》中的造型。
- 《少年悍將 GO！》：班恩以《黑暗騎士：黎明昇起》中的造型作為片中的背景角色。
- 《萬惡高譚市》：第五季角色，由夏恩·威斯特飾演。本名愛德華多·杜蘭斯(Eduardo Dorrance)，一位神秘軍團首領，是詹姆斯·高登從軍時認識的戰友，帶領軍隊蒞臨變成「無人地帶」的高譚市打算恢復秩序。

### 電影

電影《黑暗騎士：黎明昇起》中的班恩，由湯姆·哈迪飾演

- 《蝙蝠俠與羅賓》：由羅伯特·史文森飾演，在電影中被詮釋為一名沒有智慧、聽命行事的野獸。
- 《蝙蝠俠：神秘的女蝙蝠俠》：動畫電影。配音員為赫克托·埃里仲杜[4][5]。
- 《超人/蝙蝠俠：公眾之敵》：沒有對話，只有吼叫聲。為了得到獎金而和其他反派一同圍捕超人和蝙蝠俠，他在和蝙蝠俠短暫交手後遭對方擊敗。
- 《正義聯盟：末日審判》：配音員為Carlos Alazraqui。
- 《黑暗騎士：黎明昇起》：由湯姆·哈迪飾演[6][7][8]。從小生於黑暗監獄的神秘僱傭兵，身材壯碩，身穿盔甲，爲了完成忍者大師的使命而利用多個重要人士完成劫城計劃，也爲了阻止蝙蝠俠而弄折了他的脊椎骨。原漫畫中的班恩是靠後腦的Venom藥劑強化肉體（可自行調整劑量），並有一條連接後腦和手臂的管子，但本電影中已更改為戴著呼吸口罩的模樣。比起《蝙蝠俠與羅賓》中的班恩，此版本較為貼近原著的角色形象。
- 《樂高蝙蝠俠大電影：超級英雄集結》：和其他罪犯一同逃出獄，但後來仍被捕回獄中。
- 《蝙蝠俠：血濺亞克漢》：和其他罪犯一起趁亂逃獄，後被蝙蝠俠制伏。
- 《樂高蝙蝠俠電影》
- 《忍者蝙蝠俠》：由日本製作的動畫電影，班恩化身成橫綱假面與蝙蝠俠戰鬥，短暫交手後被擊敗。

### 電子遊戲
- 《蝙蝠俠與羅賓》：作為Boss角色登場[9]。
- 《Batman: Chaos in Gotham》：作為Boss角色登場[10]。
- 《蝙蝠俠：辛特組的復活》：配音員同為赫克托·埃里仲杜[11]。
- 《樂高蝙蝠俠》：配音員為Fred Tatasciore。在當中他為企鵝人的追隨者[12]。
- 《樂高蝙蝠俠2：DC超級英雄》：配音員為丹尼·特喬[13]。
- 《蝙蝠俠：阿卡漢瘋人院》：配音員同為Fred Tatasciore。
- 《蝙蝠俠：阿卡漢城市》：配音員同為Fred Tatasciore。
- 《蝙蝠俠：阿卡漢起源》：黑面具邀請來對付蝙蝠俠的八名刺客之一，配音員為J. B. Blanc。
- 《蝙蝠俠：阿卡漢始源黑門》：於遊戲另一個結局中登場，他在遊戲中並沒有對話。在《蝙蝠俠：阿卡漢起源》事件過後，他是個已經被關了3個多月的臉色蒼白、身體瘦弱的模樣。
- 《DC 超級英雄 Online》：配音員為Jason Liebrecht。
- 《少年正義聯盟：遺產》：配音員為Nolan North。
- 《黑暗騎士：黎明昇起》：班恩出現於這款iPad和iPhone的遊戲中，模樣為電影中的造型。
- 《超級英雄：武力對決》：配音員同為Fred Tatasciore。[14]。
- 《超級英雄：武力對決2》：配音員同為Fred Tatasciore。[15]

## 外部連結
- Bane at the DC Database Project
- 大漫画资料库上的页面：Bane
- 漫画书数据库：Bane
- 互联网电影数据库上Bane的资料